# 黒土孝司
黒土 孝司（くろつち こうじ、1953年10月16日 - ）は、日本の政治家。福岡県福智町長（1期）。

## 来歴
福岡県赤池町（現・福智町）出身。福岡県立田川東高等学校（現・福岡県立東鷹高等学校）、読売九州理工専門学校卒業。赤池町役場に入庁。
2006年（平成18年）3月6日、赤池町は金田町と方城町と対等合併し、福智町が発足。合併後は福智町教育委員会学校教育課長などを経て、2015年（平成27年）、副町長に就任。
2019年（令和元年）5月20日、福智町長の嶋野勝が健康上の理由により辞職願を提出（6月10日付で辞職）。嶋野から後継指名を受けて同年6月16日に行われた町長選挙に立候補し、元町議の渡辺文敏を破り初当選した。
※当日有権者数：18,850人 最終投票率：59.56%（前回比：pts）
| 候補者名 | 年齢 | 所属党派 | 新旧別 | 得票数  | 得票率 | 推薦・支持 |
| -------- | ---- | -------- | ------ | ------- | ------ | ---------- |
| 黒土孝司 | 65   | 無所属   | 新     | 6,737票 | 60.89% |            |
| 渡辺文敏 | 66   | 無所属   | 新     | 4,328票 | 39.11% |            |